# 1986年國際足協世界盃淘汰賽
1986年國際足協世界盃淘汰賽是1986年國際足協世界盃最後階段賽事。本屆淘汰賽擴大至由十六強開始，一直到最後的決賽。